# Чичельник Дмитро Олександрович
Дмитро Олександрович Чичельник — солдат Збройних Сил України, учасник російсько-української війни, що загинув у ході російського вторгнення в Україну в 2022 році.

## Життєпис
10 березня 2022 року загинув в боях з агресором в ході відбиття російського вторгнення в Україну (місце — не уточнено). 
Похований на Краснопільському цвинтарі у м. Дніпро.

## Нагороди
- орден «За мужність» III ступеня (2022, посмертно) — за особисту мужність і самовіддані дії, виявлені у захисті державного суверенітету та територіальної цілісності України, вірність військовій присязі.